# ESB Villeneuve-d'Ascq
ESB Villeneuve-d'Ascq (a menudo llamado ESBVA) es el nombre de un club de baloncesto francés con sede en la ciudad de Villeneuve-d'Ascq. El equipo femenino forma parte de la Liga femenina de baloncesto de Francia y participa en las competiciones europeas (Copas de Europa: EuroCup, EuroLeague).

## Palmarés
- Liga femenina de baloncesto de Francia (2): 2017, 2024.
- Finalista en la Copa de Francia: 2003, 2008, 2014.
- Copa Europea Femenina de la FIBA (2): 2015, 2025.
- Finalista en la Euroliga Femenina: 2024.

## Jugadoras famosas
- Jennifer Digbeu (2012-).
- Émilie Gomis (2003-2006 ; 2009-2012).
- Florence Lepron (2008-2009).